# Granville Somerset
Granville Charles Henry Somerset (27 décembre 1792 - 23 février 1848) est un homme politique conservateur britannique. Il exerce ses fonctions auprès de Robert Peel comme premier commissaire des eaux et forêts entre 1834 et 1835 et de Chancelier du duché de Lancastre entre 1841 et 1846 .

## Biographie
Il est le deuxième fils de Henry Somerset (6e duc de Beaufort) et de Lady Charlotte Sophia, fille de Granville Leveson-Gower (1er marquis de Stafford). Henry Somerset (7e duc de Beaufort) est son frère aîné . Il fait ses études à Christ Church, Oxford (Classiques de 2e classe 1813) .

## Carrière politique
Il siège comme député du Monmouthshire du 20 mai 1816 à sa mort . Il est Lords du Trésor sous Lord Liverpool en 1820  et est sous les ordres de Robert Peel comme premier commissaire des eaux et forêts de décembre 1834 à avril 1835 et Chancelier du duché de Lancastre de septembre 1841 à juillet 1846 (siège dans le cabinet à partir de mai 1844). En 1834, il est admis au Conseil privé.
Dans la vie privée, il est membre du club Carlton .

## Famille
Somerset épouse Emily, fille de Robert Smith (1er baron Carrington) en 1822. Ils ont cinq enfants:
- Granville Robert Henry Somerset (7 janvier 1824 - 3 mars 1881), marié à Emma Philadelphia, fille de Sir George Dashwood, 4e Baronnet
- Emily Katherine Anne Somerset (29 janvier 1826 - 15 juin 1908), mariée au colonel Henry Ayshford Sanford le 10 mai 1859
- Constance Henrietta Sophia Louisa (c.1827 - 1er septembre 1893), épouse Rowland Smith le 20 août 1857
- Leveson Eliot Henry Somerset (29 août 1829 - 7 février 1900), marié à Efah, fille du colonel Richard Thomas Rowley
- Raglan George Henry Somerset (17 décembre 1831 - 2 septembre 1924)

Il est décédé en février 1848, à l'âge de 55 ans, et est enterré au cimetière Kensal Green, à Londres . Lady Granville Somerset est décédée en janvier 1869 .